# BN-600

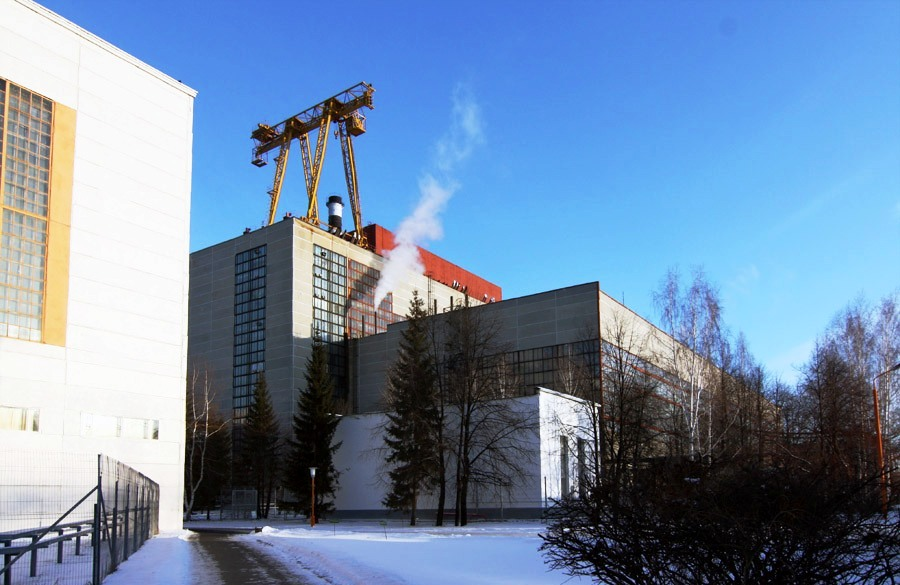
Blok nr 3 EJ Biełojarsk z reaktorem BN-600

BN-600 – radziecki powielający reaktor jądrowy chłodzony ciekłym metalem o mocy elektrycznej 600 MW o charakterze badawczym; jedyny na świecie reaktor prędki wytwarzający długoterminowo energię elektryczną na skalę przemysłową; następca reaktora BN-350 i poprzednik reaktora BN-800. Stanowi blok nr 3 rosyjskiej elektrowni jądrowej Biełojarsk. Zaprojektowany przez OKBM Afrikantow. 
Budowa bloku nr 3 rozpoczęła się 1 stycznia 1969 roku. Reaktor osiągnął stan krytyczny 26 lutego 1980 a do sieci elektroenergetycznej ZSRR włączono go 4 sierpnia tego samego roku. 
Reaktor przeszedł szereg prac modernizacyjnych, dzięki czemu 7 kwietnia 2010 roku rosyjski nadzór jądrowy (Rostekhnadzor) wydał licencję na pracę reaktora do 31 marca 2020 roku. 
Do 2012 roku włącznie reaktor przepracował łącznie 233 631 godzin, generując 124 988,07 GWh energii elektrycznej. Łączna kolektywna dawka promieniowania wyniosła przez 32 lata 20,86 osobo-Siwertów. Przez ten czas do atmosfery wyemitowano substancje o łącznej aktywności 40 581 kiurów (większość w pierwszych 7 latach pracy). Był wyłączany nieplanowo (SCRAM) 23 razy, w tym 20 razy w ciągu pierwszych 5 lat pracy. Pozostałe nieplanowe wyłączenia miały miejsce w latach 1990, 1999 i 2000.
Reaktor miał charakter badawczy w pierwszych kilku latach pracy obciążony był szeregiem niedoskonałości, które z czasem wyeliminowano, takie jak:
- wycieki sodu z obiegu pierwotnego i wtórnego (brak wycieków od 1993)
- reakcje sód-woda w generatorach pary (nie wystąpiły od 1991)
- wyłączenia pomp sodu z powodu uszkodzeń przekładni silnika i wibracji (rozwiązane w latach 80. XX wieku)
- uszkodzenia koszulek paliwa standardowego (nie wystąpiły od 1999)
- wyłączenia generatorów z powodu powstawania wodoru (rozwiązane w latach 90. XX wieku)

W reaktorze przebadano, między innymi, parametry pracy i zachowanie się ok. 500 różnych elementów paliwowych i 72 generatorów pary.

## Dane

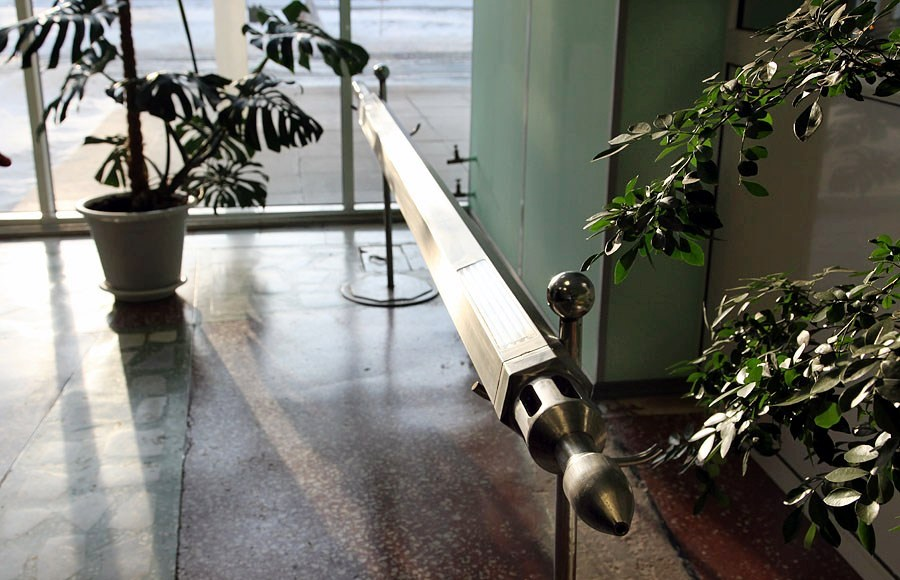
Pręt paliwowy reaktora BN-600.

Podstawowe dane i parametry pracy:
- Obieg pierwotny: typu basenowego
- Paliwo: ditlenek uranu
- Chłodziwo: ciekły sód
- Moc elektryczna netto/brutto: 560 MW / 600 MW (obecnie: 610 MW; maksymalna osiągnięta wartość: 625 MW)
- Moc termiczna: 1470 MW
- Maks. strumień neutronów: 6,5 × 1015 n/cm²s
- Pętle chłodzenia: 3
- Generatory pary: jednoprzebiegowe
- Temp. chłodziwa na wlocie/wylocie rdzenia: 377 °C/550 °C
- Temp. chłodziwa na wlocie/wylocie generatorów pary: 518 °C/328 °C
- Temp. pary wodnej na wlocie/wylocie generatorów pary: 241 °C/507 °C